# Splenomegalie
Splenomegalie is de medische term voor een vergrote milt, ongeacht de oorzaak. Splenomegalie gaat vaak gepaard met hypersplenisme, een aandoening waarbij de milt overmatig actief is. Dat leidt tot toegenomen afbraak van rode bloedcellen in de milt. Daardoor krijgen patiënten bloedarmoede met als reactie daarop een overactief beenmerg.
Normaliter heeft de milt ongeveer de afmetingen van de eigen gebalde vuist. Bij splenomegalie kan de milt wel tot zo'n vijf maal groter zijn.

## Oorzaak
Splenomegalie heeft veel verschillende oorzaken. Eén voorbeeld is cirrose, waarbij stuwing van bloed in de milt zorgt voor de toegenomen grootte. Andere oorzaken zijn bloedaandoeningen zoals sikkelcelanemie of een lymfoom, of infectieziektes zoals malaria, tuberculose, lepra, de ziekte van Pfeiffer en virale hepatitis. Ook komt deze aandoening vaak voor bij mensen met heterochromie: het aanwezig zijn van twee verschillende kleuren ogen.

## Symptomen
Patiënten kunnen linksboven in de buik pijn hebben, die tijdens de slaap kan opspelen. Vaak hebben deze mensen een vol gevoel, zelfs als zij maar weinig hebben gegeten. Dit komt doordat de vergrote milt tegen de maag drukt.
Ook kunnen patiënten klachten van de bloedarmoede ten gevolge van het hypersplenisme hebben en kunnen ze verschijnselen hebben van de onderliggende ziekte die de splenomegalie veroorzaakt.

## Behandelingen
Er is geen algemene behandeling van splenomegalie: die hangt namelijk helemaal af van wat de onderliggende oorzaak is. Soms wordt de milt verkleind door middel van bestraling (radiotherapie) of zelfs helemaal verwijderd (splenectomie).
De belangrijkste reden om bij splenomegalie de milt te verwijderen is als de patiënt ernstige verschijnselen van hypersplenisme heeft, te weten een ernstige bloedarmoede.
Na een splenectomie zijn patiënten extra gevoelig voor infecties. Het gaat dan vooral om infecties met gekapselde bacteriën. Alle patiënten bij wie de milt is verwijderd, dienen hiervoor dan ook gevaccineerd te worden.